# Шаретт, Уильям Ричард
Уильям Ричард Шаретт (29 марта 1932 – 18 марта 2012) — военнослужащий ВМС США (мастер-чиф медик) удостоился высочайшей военной награды США – медали Почёта за свои действия 27 марта 1953 года в ходе Корейской войны.

## Биография
Родился 29 марта 1932 года в г. Людингтон, штат Мичиган. Его родители умерли, когда ему было четыре года, его вырастил дядя. Шаретт окончил хай-скул Людингтона в 1951 году. Затем устроился на работу на паром на озере Мичиган, что в итоге привело его на флот.
11 января 1951 года Шаретт вступил в ряды ВМС США (это было во время Корейской войны), прошёл рекрутскую подготовку на базе ВМС на Великих озёрах, штат Иллинойс. Затем он поступил в школу медиков на военно-морском учебном центре в Бейнбридже, штат Мэриленд, по окончании получил квалификацию специалиста-медика и был направлен на службу в военно-морской госпиталь в г. Чарльстон, штат Южная Каролина. 16 апреля 1952 года был повышен до звания специалиста-медика третьего класса.
Шаретт добровольно вызвался служить в Корее в составе сил морской пехоты флота, как специалист-медик был придан морской пехоте и 25 ноября прибыл для несения службы в школу полевой медицинской службы на базе морской пехоты Кэмп-Пендлтон, штат Калифорния, где прошёл полевую подготовку. По завершении курса и присвоения квалификации специалиста-медика сил морской пехоты флота получил назначение в роту F, третьего взвода, второго батальона, седьмого полка морской пехоты, первой дивизии морской пехоты, которая отправилась в южную Корею 5 февраля 1953 года.
В ночь на 26 марта 1953 года китайские солдаты пошли в наступление и к 27 марта заняли два из трёх аванпостов пятого полка морской пехоты на высотах Вегас и Рено (Вегас, Карсон и Рено). Вегас считался самым важным аванпостом и находился выше других аванпостов, благодаря чему мог их поддерживать. В течение утра морские пехотинцы попытались атакой в лоб вернуть Вегас, три стрелковые роты морской пехоты понесли тяжёлые потери.
Рота Фокс второго батальона седьмого полка морской пехоты была выделена из резерва и направлена в бой за «Вегас». Морские пехотинцы из роты Фокс присоединились к контратаке 27 марта против высоты «Вегас». Командир третьего взвода (где служил Шаретт) второй лейтенант Теодор Г. Ченоует (награждён военно-морским крестом) возглавил атаку на южный склон высоты, штурм перешёл в рукопашную. Шаретт и его товарищи-медики принимали всё увеличивающееся число морпехов получивших ранения от лёгкого стрелкового оружия и миномётов. Когда вражеская граната упала рядом с тяжелораненым морпехом, которому Шаретт оказывал помощь, медик немедленно накрыл телом раненого, чтобы прикрыть его от взрыва. Взрыв сорвал каску с Шаретта, уничтожил его медицинскую сумку. Шаретт потерял сознание. Когда Шаретт пришёл в себя он обнаружил, что его лицо кровоточит от шрапнели и он не может видеть. Шаретту удалось восстановиться, он продолжил оказывать помощь морпехам, для перевязок он использовал лоскуты своей формы. В один момент он снял с себя бронежилет и надел его на раненого морпеха, чей жилет был уничтожен взрывом. В другой момент он оказывал помощь в траншее пятерым морпехам, получившим ранения от взрыва и стоял в траншее, открытый для вражеского обстрела, чтобы помочь перенести наиболее серьёзно раненого товарища в безопасное место. В ходе всей битвы Шаретт страдал от болезненных ран. За выдающийся героизм он был представлен к награждению военно-морским крестом. Продолжая служить в Корее после окончания боевых действий, он узнал, что будет награждён высочайшей американской наградой за доблесть – медалью Почёта.

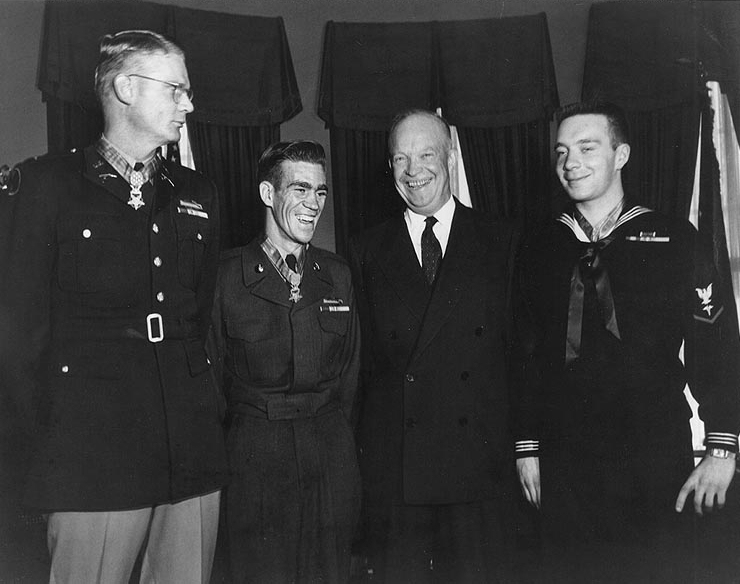
Слева направо: Эдвард Р. Шовальтер, Эрнест Э. Уэст, президент Эйзенхауэр и Шаретт после церемонии награждения медалями Почёта.

12 января 1954 года Президент США Дуайт Эйзенхауэр вручил Шаретту медаль Почёта на церемонии в Белом доме в г. Вашингтон. Только пять моряков из низших чинов удостоились медалей Почёта за героизм, проявленный в ходе Корейской войны (Шаретт, Эдвард Бенфолд, Ричард де Виэт, Фрэнсис Хэммонд, Джон Килмер). Все они были военно-морскими медиками, приданными морской пехоте. Шаретт оказался единственным выжившим в ходе Корейской войны из их числа.

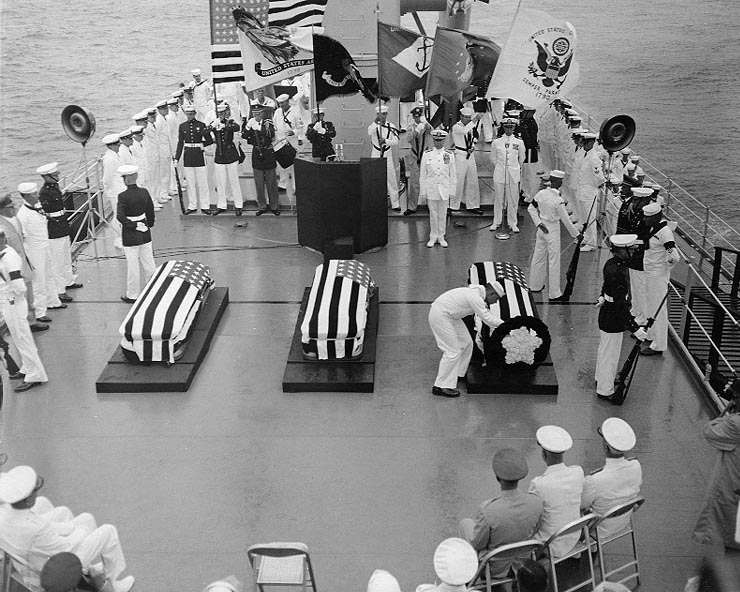
Шаретт выбирает гроб для погребения в могиле неизвестных солдат Второй мировой войны (с тихоокеанского и европейского театров) и Кореи на церемонии на борту крейсера CUSS Canberra 26 мая 1958 года

Шаретт продолжил служить на флоте, обучая новых медиков в Военно-морской госпитальной школе на Великих озёрах, штат Иллинойс. В 1958 году, находясь на борту ракетного крейсера CA-70 «Канберра», он удостоился чести выбрать тела двух погибших на Второй мировой войне моряков (одного с тихоокеанского, другого с европейского театра военных действий), для захоронения в могиле неизвестных солдат на Арлингтонском национальном кладбище.
В дальнейшем Шаретт был переведён на подводный флот, став одним из первых медиков флота, служащих на атомной подлодке. Он служил как Independent Duty Corpsman (IDC) (независимый дежурный медик) по программе подводного атомного флота. Шаретт проходил службу на подлодке «Тритон» под командованием капитана Эдварда Л. Бича. Он не успел принять участие в историческом кругосветном плавании «Тритона» в 1960 году. В 1962-65 годах Шаретт служил как IDC на подлодке USS Sam Houston.
Шаретт служил также на корабле USS Quillback; в учебном ракетном центре флота (г. Чарльстон), на корабле USS Daniel Webster; в военно-морском госпитале в г. Орландо, на корабле USS Simon Bolivar; и в амбулатории для новобранцев в г. Орландо.
Шаретт ушёл в отставку 1 апреля 1977 года в звании мастер-чифа медика  после 26 лет службы.
Шаретт скончался 18 марта 2012 года в своём доме в Лейк-Уэльс, штат Флорида от осложнений после операции на сердце и был погребён на национальном кладбище штата Флорида в г. Бушнел. В течение 57 лет он пребывал в браке, после него осталось четверо детей.
Шаретт состоял в следующих организациях:
- Congressional Medal of Honor Society
- Fleet Reserve Association в г. Чарльстон, штат Южная Каролина
- Korean War Veterans Association
- Sea Poacher Base United States Submarine Veterans Inc. (USSVI)
- Veterans of Foreign Wars Post 2420 в Лейк-Уэльс, штат Флоридa
- AMVETS Charette Post 82 in Ludington, Michigan (назван в 1982)
- William R. Charette Chapter 158, Elks Lodge (назван в 1974)

## Награды
Шаретт получил следующие награды
|                                                          |                            |  |
|                                                          |                            |  |
| Серебряная звезда за службу · Бронзовая звезда за службу | Бронзовая звезда за службу |  |
|                                                          |                            |  |

| Submarine Warfare Insignia                                                                                         |                                                                                           | |
| Медаль Почёта | Пурпурное сердце                                                                          | Благодарность части Военно-морского флота                                                                                           |
| Медаль «За безупречную службу» с одной 3/16 дюймовой серебряной и одной 3/16 дюймовой бронзовой звёздами за службу | Медаль «За службу национальной обороне» с одной 3/16 дюймовой бронзовой звездой за службу | Медаль «За службу в Корее» с пряжкой Fleet Marine Force Combat Operation Insignia и одной 3/16 дюймовой бронзовой звездой за службу |
| Благодарность президента Республики Корея                                                                          | Медаль «За службу ООН в Корее»                                                            | Медаль «За службу на Корейской войне»                                                                                               |

### Наградная запись к медали Почёта
Президент Соединённых штатов от имении Конгресса с удовольствием вручает медаль Почёта

госпитальному медику третьего класса Уильяму Р. Шаретту

ВМС США

за службу, указанную в нижеследующей

ЗАПИСИ:
Президент Соединённых штатов от имении Конгресса с удовольствием вручает медаль Почёта госпитальному медику третьего класса Уильяму Р. Шаретту ВМС США за службу, указанную в нижеследующей. Цитате: За выдающуюся храбрость и отвагу, проявленные с риском для жизни при выполнении долга службы и за его пределами в бою против вражеского агрессора в ходе раннего утра 27 марта 1953 года. Участвуя в ожесточённом бою с умело скрытыми и хорошо окопавшимися вражескими силами, занявшими позиции на жизненно важном аванпосту, за который шли яростные бои медик третьего класса Шаретт несколько раз без колебаний пробирался через смертоносный град вражеского огня из лёгкого стрелкового оружия и миномётов, чтобы оказать помощь своим раненым товарищам. Когда вражеская граната приземлилась в футе от морпеха, которому он оказывал помощь он немедленно упал на тело поверженного товарища и принял на себя всю силу взрыва вражеского смертоносного снаряда. Несмотря на болезненные раны лица и постоянный болевой шок от мощного взрыва, который разнёс на нём каску и его медицинскую сумку госпитальный медик третьего класса Шаретт с  находчивостью применял импровизированные бинты, отрывая куски своей одежды и храбро продолжал оказывать медицинскую помощь раненым из его части и в районах, прилегающих к области действия его взвода. Заметив серьёзно раненого товарища, чей бронежилет был сорван с тела взрывом снаряда он самоотверженно снял собственный боевой жилет и накрыл им беспомощного товарища, хотя полностью осознавал увеличившуюся опасность для себя. Двигаясь к другому пострадавшему, который страдал от мучительной раны в ноге госпитальный медик третьего класса Шаретт встал в полный рост в траншее чем навлёк на себя смертоносный град вражеского огня чтобы оказать более эффективную помощь пострадавшему и облегчить его страдания при переносе в безопасное место. Своей неукротимой храбростью и вдохновляющими усилиями на благо своим раненым товарищам госпитальный медик третьего класса Шаретт прямо ответственен за спасение многих жизней. Его великая личная доблесть принесла высочайшую честь ему и укрепила лучшие традиции военно-морской службы США.
Дуайт Д. Эйзенхауэр
Оригинальный текст (англ.)
The President of the United States in the name of The Congress takes pleasure in presenting the MEDAL OF HONOR to

Hospital Corpsman Third Class William R. Charette

UNITED STATES NAVY

for service as set forth in the following

CITATION:
For conspicuous gallantry and intrepidity at the risk of his life above and beyond the call of duty in action against enemy aggressor forces during the early morning hours of 27 March 1953. Participating in a fierce encounter with a cleverly concealed and well-entrenched enemy force occupying positions on a vital and bitterly contested outpost far in advance of the main line of resistance, HM3 Charette repeatedly and unhesitatingly moved about through a murderous barrage of hostile small-arms and mortar fire to render assistance to his wounded comrades. When an enemy grenade landed within a few feet of a marine he was attending, he immediately threw himself upon the stricken man and absorbed the entire concussion of the deadly missile with his body. Although sustaining painful facial wounds, and undergoing shock from the intensity of the blast which ripped the helmet and medical aid kit from his person, HM3 Charette resourcefully improvised emergency bandages by tearing off part of his clothing, and gallantly continued to administer medical aid to the wounded in his own unit and to those in adjacent platoon areas as well. Observing a seriously wounded comrade whose armored vest had been torn from his body by the blast from an exploding shell, he selflessly removed his own battle vest and placed it upon the helpless man although fully aware of the added jeopardy to himself. Moving to the side of another casualty who was suffering excruciating pain from a serious leg wound, HM3. CHARETTE stood upright in the trench line and exposed himself to a deadly hail of enemy fire in order to lend more effective aid to the victim and to alleviate his anguish while being removed to a position of safety. By his indomitable courage and inspiring efforts in behalf of his wounded comrades, HM3 Charette was directly responsible for saving many lives. His great personal valor reflects the highest credit upon himself and enhances the finest traditions of the U.S. Naval Service

 Dwight D. Eisenhower 
— 

## Память
- 30 апреля 1999 года именем Шаретта был назван центр здравоохранения в составе военно-морского медицинского центра в Порсмуте[6][11].
- В 1982 году в честь Шаретта было названо отделение № 82 ассоциации «Американские ветераны» в г. Людингтон, штат Мичиган.
- В деловом центре Людингтона установлена фреска, посвященная Уильяму Р. Шаретту. На нём изображён его послужной путь в ходе которого он удостоился медали Почёта. Шаретт смог приехать в Людингтон и увидеть фреску перед своей смертью.
- Рядом с больницей «Спектр Здоровье» в Людингтоне была установлена вывеска, которая его чествует
- В честь Шаретта назван батальон морских кадетов (National Naval Medical Center Bethesda William R. Charette Battalion).
- В честь Шаретта назван строящийся эсминец DDG-130 класса «Арли Бёрк»[12].